# Egma
 (janvier 2017).
Si vous disposez d'ouvrages ou d'articles de référence ou si vous connaissez des sites web de qualité traitant du thème abordé ici, merci de compléter l'article en donnant les références utiles à sa vérifiabilité et en les liant à la section « Notes et références ».
Egma est un groupe de musique électronique néerlandais, formé d'Ege Van Kruysdijk, DJ dans les clubs d'Eindhoven, et de Marcel Theunissen. Le nom du groupe est la contraction des deux premières lettres de leurs prénoms. Ils commencent à travailler ensemble sur deux titres techno.

## Biographie
Ils rejoignent le mouvement eurodance en 1993, recréant le groupe autour d'une chanteuse, Margo, qui avait commencé sa carrière comme danseuse et qui étudiait alors pour devenir enseignante de danse. Le chanteur masculin (et co-auteur) était un mannequin appelé Henk van de Wiel. 
Le trio est apparu sur la scène de Dance Machine à Paris en juin 1994 pour interpréter leurs singles Never Gonna Loose Your Love' (49e aux Pays-Bas) et Love Is… (42e en France). Pour le troisième titre, l'ancien chanteur fut remplacé par Michael Robby.
Ege Van Kruysdijk, et Marcel Theunissen ont également participé à bon nombre de petits groupes éphémères comme Usha, No Sense, Revolution Team, Wonderland, Sound Victory, Camen, The Company, BWX, Central Seven, etc.

## Discographie
- 1992 : Don't Have To Be Jesus
- 1991 : Let The Bass Kick
- 1993 : Never Gonna Loose Your Love
- 1994 : Love Is…
- 1995 : Make My Day
- 1996 : Tell It To My Heart
- 2002 : Let The Bass Kick 2002